# Simon Bar Kohba
Simon Bar Kohba (hebrejsko  שמעון בר כוכבא‎) je bil vodja judovske vstaje proti Rimskemu imperiju leta 132-135  in ustanovitelj neodvisne judovske države, v kateri je do njenega uničenja vladal kot nasi (knez),  * ni znano, † 135.

## Ime
Dokumenti, ki so jih odkrili v sodobnem času, kažejo, da je bilo njegovo prvotno ime Simon Ben Kosiba (hebrejsko  שמעון בן כוסבא).  Priimek Bar Kohba, ki v aramejščini pomeni »sin zvezde«, je dobil kasneje. Kasnejši priimek izhaja iz ene od zadnjih Bileámovih  prerokb, ki pravi: »Zvezda vzhaja iz Jakoba in žezlo se vzdiguje iz Izraela, strl bo senca Moábcev in lobanjo vsem Setovim sinovom«. Po neuspelem uporu so v rabinskih spisih njegov priimek spremenili v Bar Koziba (hebrejsko בר כוזיבא), ki pomeni »sin razočaranja«.

## Bar Kohbova vstaja
Prebivalstvo  Judeje je kljub opustošenju, ki so ga Rimljani povzročili med prvo judovsko-rimsko vojno (66-73), po vrsti zakonov, ki so jih sprejeli rimski cesarji, zbralo dovolj volje in moči za nov upor. Upor se je začel med upravo guvernerja Kvinta Tineja Rufa in cesar Hadrijan je takoj poslal vojsko, da bi upor zatrla. Bar Kohba je kot vodja upora kaznoval vse Jude, ki se niso hoteli pridružiti uporu. Po dveh in pol letih so Rimljani upor zatrli. Hadrijan je po uporu  Judom prepovedal vstop v Jeruzalem in na njegovem mestu začel graditi novo rimsko mesto Aelia Capitolina.
Uporniki so med vojno ustanovili svojo neodvisno državo, ki je trajala tri leta. Za mnoge Jude je  razvoj dogodkov pomenil napoved  dolgo pričakovane mesijanske dobe. Navdušenje je bilo kratkotrajno, saj so po kratkem obdobju slave upor zlomile rimske legije.
Rimljani so se v primerjavi s prvo judovsko-rimsko vojno na začetku upora slabo odrezali v bojih z enotno judovsko vojsko. Jožef Flavij piše, da so se v prvi vojni tri tedne potem, ko so Rimljani prebili jeruzalemsko obzidje in začeli prodirati proti središču mesta, za nadzor nad Tempeljskim gričem z njim vojskovale tri ločene judovske vojske. Rimljani so zaradi premoči, politike požgane zemlje in velikega števila žrtev demoralizirali judovsko prebivalstvo in zlomili njihovo voljo po nadaljevanju vojne. 
Bar Kohba se je umaknil v trdnjavo Betar, katero so Rimljani po več let trajajočem obleganju osvojili. Bar Kohba je med obleganjem konec leta 135 umrl. Rimljani so po osvojitvi trdnjave pobili vse branilce, razen mladeniča Simeona Ben Gamliela. Rabin Johanan pravi, da so v Betarju našli možgane tristo otrok skupaj s tristo košarami  ostankov filakterij. Vsaka košara je merila tri mernike (približno 28 L). Raban (Simon) Gamliel pravi, da je bilo v Betarju petsto šol in da je bilo v najmanjši najmanj tristo otrok.  Kasij Dion trdi, da je bilo med vojno po celi državi ubitih 580.000 Judov. Do tal je bilo prušenih 50 utrjenih mest in 985 vasi, števila od lakote, bolezni in ognja umrlih prebivalcev pa ni bilo mogoče ugotoviti. Kako velike so bile rimske izgube zgovorno pove podatek, da se Hadrijanu ni zdelo primerno, da bi svoje poročanje v senatu začel z običajnim pozdravom »Če ste vi in vaši otroci dobro, je vse dobro, kajti jaz in vojska smo pri dobrem zdravju«.
Hadrijan je po vojni Judejo, Galilejo in Samarijo združil v novo provinco Palestinsko Sirijo, kar se običajno razlaga kot poskus dokončne pozabe Judeje.
V zadnjih nekaj desetletjih so v Jami pisem nad Mrtvim morjem odkrili nekaj zbirk pisem, ki osvetljujejo dogajanja med Bar Kohbovo vstajo. Med njimi so morda tudi Bar Kohbova. Pisma so razstavljana v Izraelskem muzeju.
Po mnenju izraelskega arheologa Yigaeal Yadina je Bar Kohba poskušal kot del svoje mesijanske ideologije oživiti hebrejščino in jo uveljaviti kot uradni jezik Judov.